# Vlag van Tiree
De vlag van Tiree, of de Sun of Barley is de vlag van het Schotse eiland Tiree. De vlag werd op 8 september 2018 geregistreerd bij het Flag Institute.
De vlag is groen, met twaalf gerststengels in een wielpatroon. Het groen staat voor de vruchtbaarheid van het eiland en de 'gerstzon' voor zijn reputatie als 'eiland van de zonneschijn' en de naam 'Land van Gerst' (Tìr an Eòrna). Het ontwerp verwijst ook naar het beroemde wapen van de Tiree Association, met de vork, hark en gerstschoof. Het winnende ontwerp, gekozen door het publiek, haalde 56 procent van de stemmen.